# أنتيبينو (تجومين)
أنتيبينو (بالروسية: Антипино) هي مدينة في مقاطعة تيومين أوبلاست في روسيا.
يبلغ عدد سكانها حوالي 5125 نسمة.